# Kangaatsiaq Helistop
Kangaatsiaq Helistop (IATA: , ICAO: BGKA) er en grønlandsk flyveplads beliggende i Kangaatsiaq med et asfaltlandingsområde på 20 m x 30 m. I 2008 var der 750 afrejsende passagerer fra flyvepladsen fordelt på 158 starter (gennemsnitligt 4,75 passagerer pr. start).
Kangaatsiaq Helistop drives af Mittarfeqarfiit, Grønlands Lufthavnsvæsen. Statens Luftfartsvæsen fører tilsyn med flyvepladsen.

## Eksterne links
- AIP for BGKA fra Statens Luftfartsvæsen Arkiveret 24. februar 2012 hos  Wayback Machine